# Comuna Șerbănești, Olt
Șerbănești este o comună în județul Olt, Muntenia, România, formată din satele Strugurelu, Șerbăneștii de Sus și Șerbănești (reședința).
În localitate au fost descoperite, de către diferiți săteni, vestigii neolitice numeroase, care nu au fost încă investigate de specialiști.

## Demografie
Componența etnică a comunei Șerbănești
     Români (98,2%)
     Necunoscută (1,61%)
     Altă etnie (0,17%)
Componența confesională a comunei Șerbănești
     Ortodocși (98,27%)
     Necunoscută (1,65%)
     Altă religie (0,06%)

### Populație
Conform recensământului efectuat în 2011, populația comunei Șerbănești se ridică la 2.902 locuitori, în scădere față de recensământul anterior din 2002, când se înregistraseră 3.212 locuitori.

### Etnii
Majoritatea locuitorilor sunt români (98,21%), cărora li se alătură o minoritate de romi (0,17%) iar pentru 1,62% din populație, apartenența etnică nu este cunoscută.

### Confesiuni
Din punct de vedere confesional, majoritatea locuitorilor sunt ortodocși (98,28%). Pentru 1,65% din populație, nu este cunoscută apartenența confesională. Acestora li se mai adaugă două cazuri izolate: unul aparținând de Martorii lui Iehova și altul declarat ateu.

### Grai
Felul de a vorbi al șerbăneștenilor este specific zonei de interferență a graiului muntenesc cu cel oltenesc.

## Politică și administrație
Comuna Șerbănești este administrată de un primar și un consiliu local compus din 11 consilieri. Primarul, Mugurel-Leontin Breoi[*], de la Partidul Social Democrat, este în funcție din octombrie 2020. Începând cu alegerile locale din 2024, consiliul local are următoarea componență pe partide politice:
|  | Partid                          | Consilieri | Componența Consiliului | Componența Consiliului | Componența Consiliului | Componența Consiliului | Componența Consiliului | Componența Consiliului |
|  | ------------------------------- | ---------- | ---------------------- | ---------------------- | ---------------------- | ---------------------- | ---------------------- | ---------------------- |
|  | Partidul Social Democrat        | 6          |                        |                        |                        |                        |                        |                        |
|  | Partidul Național Liberal       | 3          |                        |                        |                        |                        |                        |                        |
|  | Alianța pentru Unirea Românilor | 2          |                        |                        |                        |                        |                        |                        |

## Personalități
Dumitru Caracostea Arhivat în 27 octombrie 2021, la Wayback Machine. - critic, istoric literar și folclorist
Dumitru Popovici Arhivat în 27 octombrie 2021, la Wayback Machine. - critic și istoric literar
Dumitru Caciona Arhivat în 27 octombrie 2021, la Wayback Machine. - inginer agronom de elită, poet clasic aromân (alias Tache Caciona)
Teiu Păunescu - senator
Paul Pîrșan - profesor universitar

## Cultură
Anual, începând din 2010, are loc la Șerbănești, pe 20 iulie, în ziua de Sfântul Ilie, manifestarea culturală ”Sărbătoarea secerișului”, manifestare organizată de Primăria comunei Șerbănești Arhivat în 6 iulie 2016, la Wayback Machine. cu sprijinul Consiliului Județean Olt Arhivat în 26 octombrie 2016, la Wayback Machine..

## Monumente istorice

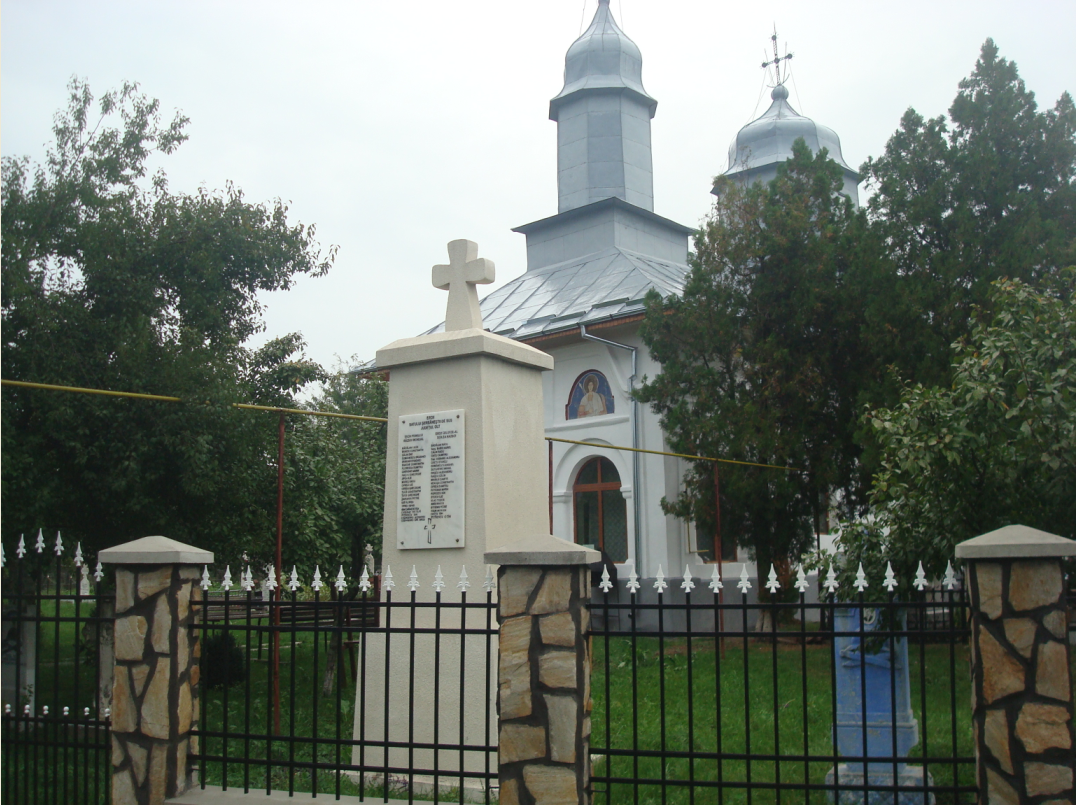

În versiunea din 2015 a Listei monumentelor istorice din județul Olt sunt incluse, ca monumente de interes local, ambele lăcașuri de cult din comuna Șerbănești:
Biserica ”Sf. Ioan Botezătorul” Arhivat în 27 octombrie 2021, la Wayback Machine. (cod LMI: OT-II-m-B-09048), sat Șerbănești;
Biserica ”Adormirea Maicii Domnului” Arhivat în 27 octombrie 2021, la Wayback Machine. (cod LMI: OT-II-m-B-09049), sat Șerbăneștii de Sus.